# Ève Francis

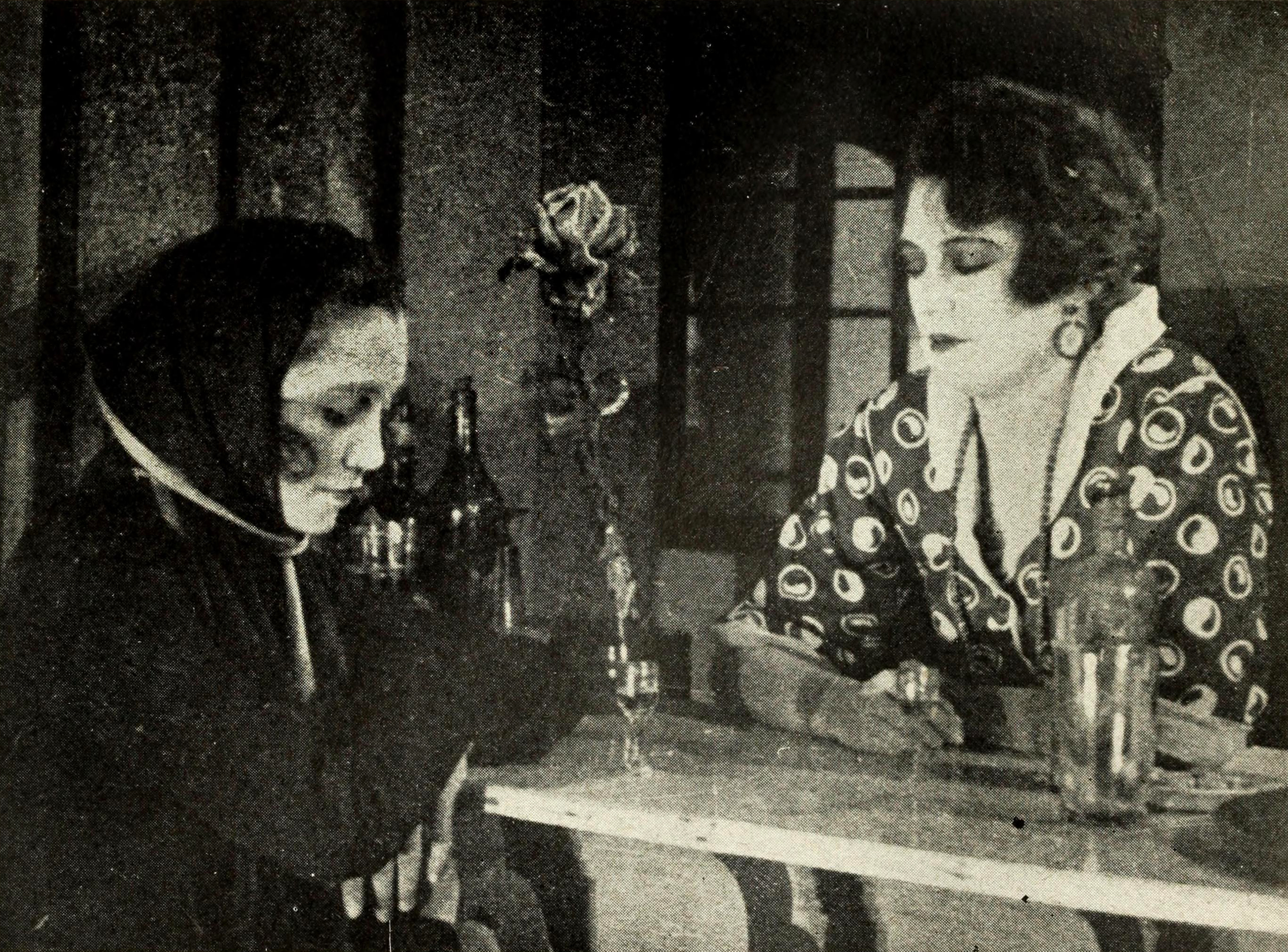
Von links nach rechts: Solange Sicard und Ève Francis im Film Fièvre (1921) von Louis Delluc.

Ève Francis (* 24. August 1886 in Saint-Josse-ten-Noode als Èva Louise François; † 6. Dezember 1980 Neuilly-sur-Seine) war eine französische Schauspielerin belgischer Herkunft. Sie gilt als der Star des impressionistischen französischen Films der 1920er Jahre.

## Leben
Ihren ersten Leinwandauftritt feierte die Theaterschauspielerin Ève Francis 1914 in Charles Maudrus La dame blonde. 1915 heiratete sie den Filmkritiker, Schriftsteller und Regisseur Louis Delluc. Er schrieb auch das Drehbuch für ihren 1920 erschienenen Film La Fête espagnole. Bis 1921 drehten sie gemeinsam fünf weitere Filme, u. a. Fièvre  und Le chemin d'Ernoa.
In El Dorado (1921) arbeitete sie erstmals mit Marcel L’Herbier zusammen und 1926 in Antoinette Sabrier mit Germaine Dulac. Neben ihrer Schauspielerei interessierte sie sich zunehmend für die Arbeit hinter der Kamera, zeigte Begeisterung für die Abläufe, Strukturen und den Aufbau ihrer Filme. Nach dem Tod Dellucs 1924 trat sie immer seltener vor die Kamera und begann L’Herbier bei seinen Filmen zu assistieren. Für Jacques Devals Club de femmes kehrte sie 1936 auf die Leinwand zurück. Ab 1940 war sie Journalistin und Autorin (Temps héroiques, 1949; Un autre Claudel, 1973) und verfasste beachtete Filmkritiken. Daneben agierte sie als Schauspielerin und Regisseurin am Théâtre des Mathurins. Nach dem Krieg arbeitete sie als Schauspiellehrerin für die Cinémathèque française und war nur noch zweimal (1974 / 1975) im Kino zu bewundern. Sie wurde zum Mitglied der Ehrenlegion ernannt.

## Filmografie (Auswahl)
Als Schauspielerin: (Auswahl)
- 1914: La dame blonde
- 1918: Ames de fou
- 1919: La Fête espagnole
- 1920: Le Silence
- 1921: La femme de nulle part
- 1921: Fièvre
- 1921: El Dorado (El Dorado)
- 1939: Yamilé sous les cèdres
- 1940: La comédie du bonheur
- 1975: Adieu, Bulle (Adieu poulet)
- 1975: Das Fleisch der Orchidee (La chair de l‘orchidée)

Assistenz / Realisation (Auswahl)
- 1933: L'épervier
- 1934: Le scandale
- 1936: Le roman d'un spahi
- 1937: La citadelle du silence de